# 雷添良
雷添良，GBS，JP（1954年—），香港執業會計師，為九巴創辦人之一的雷亮家族之後人；出任很多香港政府諮詢組織的主席和成員，在多個領域具豐富經驗，被稱為「公職王」，現任港區全國人大代表。

## 公職
- 港區全國人大代表（第十三屆起）
- 羅兵咸永道會計師事務所高級顧問
- 教育統籌委員會主席[2]
- 證券及期貨事務監察委員會主席[3]
- 家校合作及家長教育專責小組主席[4]
- 選舉委員會委員
- 檢討自資專上教育專責小組非官方成員[5]

### 曾任公職
- 香港會計師公會主席
- 首長級公務員薪俸及服務條件常務委員會主席[6]
- 稅基廣闊的新稅項事宜諮詢委員會委員
- 行政長官及政治委任官員離職後工作諮詢委員會成員
- 僱員補償保險徵款管理局主席[7]
- 策略發展委員會成員[7]
- 平等機會委員會委員
- 消費者訴訟基金管理委員會委員
- 香港科技大學校董會成員
- 北京師範大學-香港浸會大學聯合國際學院工商管理學部顧問委員會主席[8]

## 榮譽
- 非官守太平紳士（1999年）
- 銅紫荊星章（2008年）
- 銀紫荊星章（2017年）
- 北京師範大學-香港浸會大學聯合國際學院榮譽院士[9]（2016年）
- 金紫荊星章（2023年）